# Anselme Payen
Pour les articles homonymes, voir Payen.
Anselme Payen, né le 6 janvier 1795 à Paris et mort le 12 mai 1871 à Paris, est un chimiste et industriel français, auquel on doit la découverte de la diastase (première enzyme), avec Jean-François Persoz, et de la cellulose.

## Biographie
Il s'initie au métier de chimiste auprès de son père Jean-Baptiste, homme de loi fondateur de plusieurs usines chimiques et manufacturier installé à Grenelle vers 1791, produisant du sel ammoniac et un peu de soude artificielle au tournant du siècle. Les Payen père et fils sont amis de Jean-Antoine Chaptal.
Dès 13 ans, Anselme continue cet apprentissage auprès des meilleurs chimistes, dont Louis-Nicolas Vauquelin, Louis Jacques Thénard et Michel-Eugène Chevreul, et notamment à l'École polytechnique. Son père lui confie la direction d'une raffinerie de borax alors qu'il a 23 ans. À cette époque, les Pays-Bas détiennent un monopole sur ce produit, qu'ils importent des Indes orientales. Anselme Payen élabore une technique permettant d'en obtenir à partir d'acide borique, ce qui lui permet de briser le monopole et de vendre du borax au tiers du prix pratiqué par les Néerlandais.
En 1820, il prend la tête des possessions familiales à la suite de la mort de son père, dont la manufacture de sel ammoniac de Grenelle, produit en distillant des déchets animaux. Avec son associé Pluvinet qui possède une usine à Clichy et était déjà associé de son père, il détient dans les années 1820 un monopole de fait sur la production de sel ammoniac et de sulfate d'ammoniac dans le département de la Seine. L'usine de Grenelle produit aussi du chlorure de soude, du chlorure de chaux (de façon importante dès 1823), du charbon animal (ou noir animal), du sucre, etc. Il échange alors l'huile empyreumatique, laquelle constitue un des sous-produits de Grenelle, contre les résidus de l'usine à gaz d'éclairage de la barrière de Rochechouart, dont les résidus goudronnés, qu'il utilise pour fabriquer du bitume : l'usine de Grenelle devient ainsi un foyer important de pollution industrielle sur Paris. L'usage des déchets animaux l'encouragea à ouvrir une entreprise d'équarrissage se voulant moderne et salubre .
Payen consacre ses travaux au fonctionnement d'une raffinerie de sucre de betteraves. En 1822, il parvient à blanchir le sucre au moyen de charbon actif, substance utilisée depuis lors pour ses propriétés absorbantes. L'amélioration des procédés de raffinage stimule la substitution du sucre de betterave au sucre de canne. En 1833, avec Jean-François Persoz, Payen isole dans un extrait de malt une substance qui catalyse la transformation de l'amidon en glucose. Il baptise cette substance « diastase », du grec « séparer », considérant qu'elle sépare les blocs constitutifs de l'amidon en unités individuelles de glucose. C'est la première fois qu'est isolée une enzyme, composé qui, tout en n'étant pas lui-même vivant, présente les propriétés d'un catalyseur organique. Le suffixe -ase de diastase sera dorénavant employé pour désigner les enzymes.
En 1834, alors qu'il étudie la composition chimique du bois, Payen isole une substance extraite de parois cellulaires végétales, qui peut se décomposer en unités de glucose, à l'instar de l'amidon. Il la baptise « cellulose », créant ainsi le suffixe -ose qui marque dès lors les noms des glucides. On sait maintenant que la cellulose constitue la principale composante des parois cellulaires de la plupart des plantes et qu'elle joue un rôle important dans la fabrication de nombreux produits à base de fibres, tels que le papier, les textiles, les produits pharmaceutiques et les explosifs.
En 1835, Payen abandonne ses affaires pour succéder à Jean-Baptiste Dumas et prendre les fonctions de professeur de chimie industrielle et agricole à l'École centrale des arts et manufactures, où il est entré comme répétiteur en 1829. Il consacrera le reste de sa vie à la recherche. Il est nommé professeur au Conservatoire national des arts et métiers en 1839, puis, en 1842, membre du Conseil d'hygiène publique et de salubrité de Paris, où il siège jusqu'à sa mort en 1871.
Anselme Payen a été membre et rapporteur de plusieurs jurys de l'industrie française, membre de l'Académie des sciences en 1842 et correspondant de la plupart des Sociétés savantes de l'Europe. Il a laissé plusieurs ouvrages estimés : Traité élémentaire des réactifs, Traité de la pomme de terre, Mémoire sur le houblon, et Traité de la fabrication de diverses sortes de bières (1822-1829), Manuel du cours de chimie organique appliquée aux arts industriels et agricoles (1841-1843), Traité de la distillation des principales substances qui peuvent fournir de l'alcool. Il a aussi participé à la nouvelle édition du Cours complet d’agriculture en 1833-1838 (Paris, 16 vol. in-8o).
Il a donné son nom à un prix annuel de la société américaine de chimie (American Chemical Society, ACS) : le prix Anselme-Payen (Anselme Payen Award).
Il est l'oncle de l'ingénieur Émile Thomas, directeur des Ateliers nationaux en 1848.

## Distinctions
- Commandeur de la Légion d'honneur (décret du 16 août 1863).

## Publications
- Traité élémentaire des réactifs
- Mémoire sur le houblon
- Traité de la fabrication de diverses sortes de bières, 1822-1829
- avec Alphonse Chevallier, Traité de la pomme de terre, sa culture, ses divers emplois, Paris : Thomine, 1826, in-8o, VIII-160 p. Texte en ligne sur Wikisource
- Notice sur les moyens d’utiliser toutes les parties des animaux morts dans les campagnes [mémoire couronné par la Société royale et centrale d’Agriculture dans sa séance publique du 18 avril 1830], Paris : Impr. de Mme Huzard, 1830, in-8o, 136 p.
- Théorie des engrais et leurs applications spéciales dans l’agriculture, 1835, in-8o (insérée dans les Annales de l’agriculture française, 1835, 3e série, t. XV, p. 197-212, p. 283-298, p. 356-360, avec des « Réponses aux observations sur [ce mémoire] » dans les mêmes Annales, 1835, 3e série, t. XVI, p. 22-32 ; et avec, du même auteur, des « Notes sur le noir animalisé pour engrais des terres » dans les Annales de l’agriculture française, 1832, 3e série, t. IX, p. 242-248[5]
- Manuel du cours de chimie organique appliquée aux arts industriels et agricoles, 1841-1843
- Traité de la distillation des principales substances qui peuvent fournir de l'alcool